# 韦尔农 (维埃纳省)
韦尔农（法語：Vernon，法語發音：[vɛʁnɔ̃]）是法国新阿基坦大区维埃纳省的一个市镇，属于普瓦捷区。

## 地理
韦尔农（46°26'25"N, 0°28'34"E）面积38.38 平方千米，位于法国新阿基坦大区维埃纳省，该省份为法国中西部省份，北起曼恩-卢瓦尔省和安德尔-卢瓦尔省，西接德塞夫勒省，南至夏朗德省，东南接上维埃纳省，东临安德尔省。
与韦尔农接壤的市镇（或旧市镇、城区）包括：迪耶内、弗勒雷、日宰、尼约伊莱斯普瓦尔、圣洛朗德茹尔德、圣莫里斯-拉克卢埃尔。

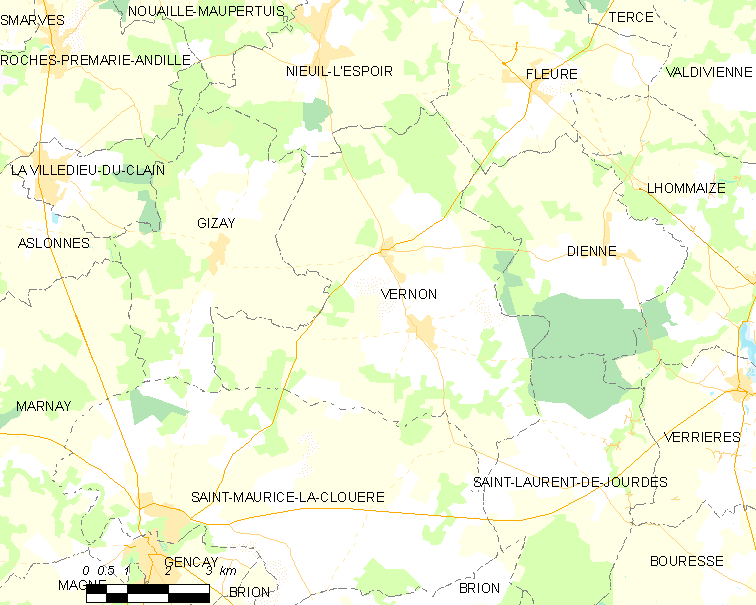
的OSM定位图

韦尔农的时区为UTC+01:00、UTC+02:00（夏令时）。

## 行政
韦尔农的邮政编码为86340，INSEE市镇编码为86284。

## 政治
韦尔农所属的省级选区为维沃讷县。

## 人口

1962-2008年间人口变化图示

韦尔农于2022年1月1日时的人口数量为721人。